# Viaducto de Zuheros
El viaducto de Zuheros es un viaducto metálico situado en el municipio español de Zuheros, en la provincia de Córdoba. La infraestructura permitía salvar la garganta del río Bailón. Históricamente perteneció a la línea férrea Linares-Puente Genil, en servicio entre 1893 y 1984, si bien en la actualidad forma parte del trazado de la vía verde del Aceite.

## Características
El viaducto fue construido por la Compañía de los Ferrocarriles Andaluces de acuerdo con el proyecto redactado por el ingeniero constructor C. Alessandri. Las obras transcurrieron a finales del siglo XIX, entrando en servicio para 1893. La infraestructura atraviesa la garganta del río Bailón, salvando un fuerte desnivel. Tiene una longitud de 103,95 metros y una planta en forma curva, siguiendo el antiguo curso del trazado ferroviario. Presenta dos tramos laterales de 31 metros y un tramo central de 40 metros. La estructura del viaducto fue realizada mediante vigas metálicas, que se sostienen en pilas de sillería. El viaducto está situado a poca distancia del apeadero de Zuheros y de la población homónima.  